# Bulbophyllum papuliferum
Bulbophyllum papuliferum là một loài phong lan thuộc chi Bulbophyllum.